# 南剑州
南剑州，中国宋朝的州。
宋太宗太平兴国元年（990年），改剑州设置南剑州，为了区别利州路的剑州。以产茶和银著名。治所在剑浦县（今福建省南平市延平区）。下辖剑浦县、将乐县、顺昌县、沙县、尤溪县五县。包括今福建省将乐县、顺昌县、沙县、尤溪县和三元区等地。元朝初年改为南剑路，元成宗大德六年（1302年）改为延平路。